# كلاوس إيبرهارد
كلاوس إيبرهارد (بالألمانية: Klaus Eberhard)‏ هو متزحلق جبال الألب نمساوي، ولد في 4 أبريل 1956 في بادن في النمسا.

## وصلات خارجية
- كلاوس إيبرهارد على موقع الاتحاد الدولي للتزلج (التزلج على المنحدرات الثلجية) (الإنجليزية)
- كلاوس إيبرهارد على موقع أوليمبيديا (الإنجليزية)